# ایزو ۱۹۰۱۱
ایزو 19011 یک استاندارد بین‌المللی می‌باشد که مجموعه‌ای چهار بخشی را برای:
- ممیزی مدیریت کیفیت
- ممیزی مدیریت محیطی

در نظر می‌گیرد و توسط سازمان بین‌المللی استانداردسازی گسترش داده شده‌است. 
پیشنهادهای چهارگانه استانداردسازی منابع برای ذخیره زمان، تلاشها و پول شامل:
- اصول نامه‌ای شفاف برای تعریف و توضیح سیستم ممیزی مدیریت
- راهنمایی برای مدیریت در مورد برنامه‌ریزی ممیزی
- راهنمایی برای شیوه‌های ممیزی داخلی و خارجی
- پیشنهادهایی برای کفایت و انگیزش ممیزی کنندگان